# O par de sapatos (Vincent van Gogh)
O par de sapatos é uma pintura de Vincent van Gogh. A data de criação é 1886. O local de criação foi Paris. A obra é do gênero natureza-morta. Está localizada em Museu Van Gogh. Retrata um par de sapatos usados. Sobre o quadro, disse Pablo Picasso, que denotava o gênio de Van Gogh, que foi capaz de criar uma obra notável a partir de calçados velhos.

## Descrição
A obra foi produzida com tinta a óleo, lona. Suas medidas são: 37,5 centímetros de altura e 45 centímetros de largura. Faz parte de Museu Van Gogh. O código de catálogo é F255, JH1124. O número de inventário é s0011V1962.
O quadro retrata um par de sapatos velhos de meia altura. Um colega de Van Gogh disse que este adquiriu os sapatos já com a ideia de retratá-los em uma natureza-morta e, ao considerar que estavam limpos demais, os vestiu em uma longa caminhada num dia chuvoso. A obra faz parte de um conjunto de quadros do pintor holandês sobre sapatos.

## Análise
O quadro de Van Gogh foi objeto de uma polêmica entre, por um lado, Martin Heidegger e, por outro lado, o crítico Meyer Schapiro. A polêmica envolve a compreensão da essência da arte, que segundo Heidegger, no caso de pinturas em telas, transporta o espectador a uma dimensão outra àquela entendida simplesmente como o valor de uso de um objeto comum, transporta o leitor ao mundo daquele objeto, no caso, ao mundo dos sapatos e daquele que usa os sapatos; Heidegger exemplifica sua teoria a partir de O par de sapatos. Schapiro rejeitou a tese de Heidegger, ao afirmar que os sapatos retratados por Van Gogh não eram comuns, mas objetos do próprio artista, que o revelavam de certo modo. O filósofo Jacques Derrida participou da discussão e afirmou que a questão se coloca sobre a compreensão da noção de "reconstituição" na obra de arte.

## Pinturas de Van Gogh relacionadas

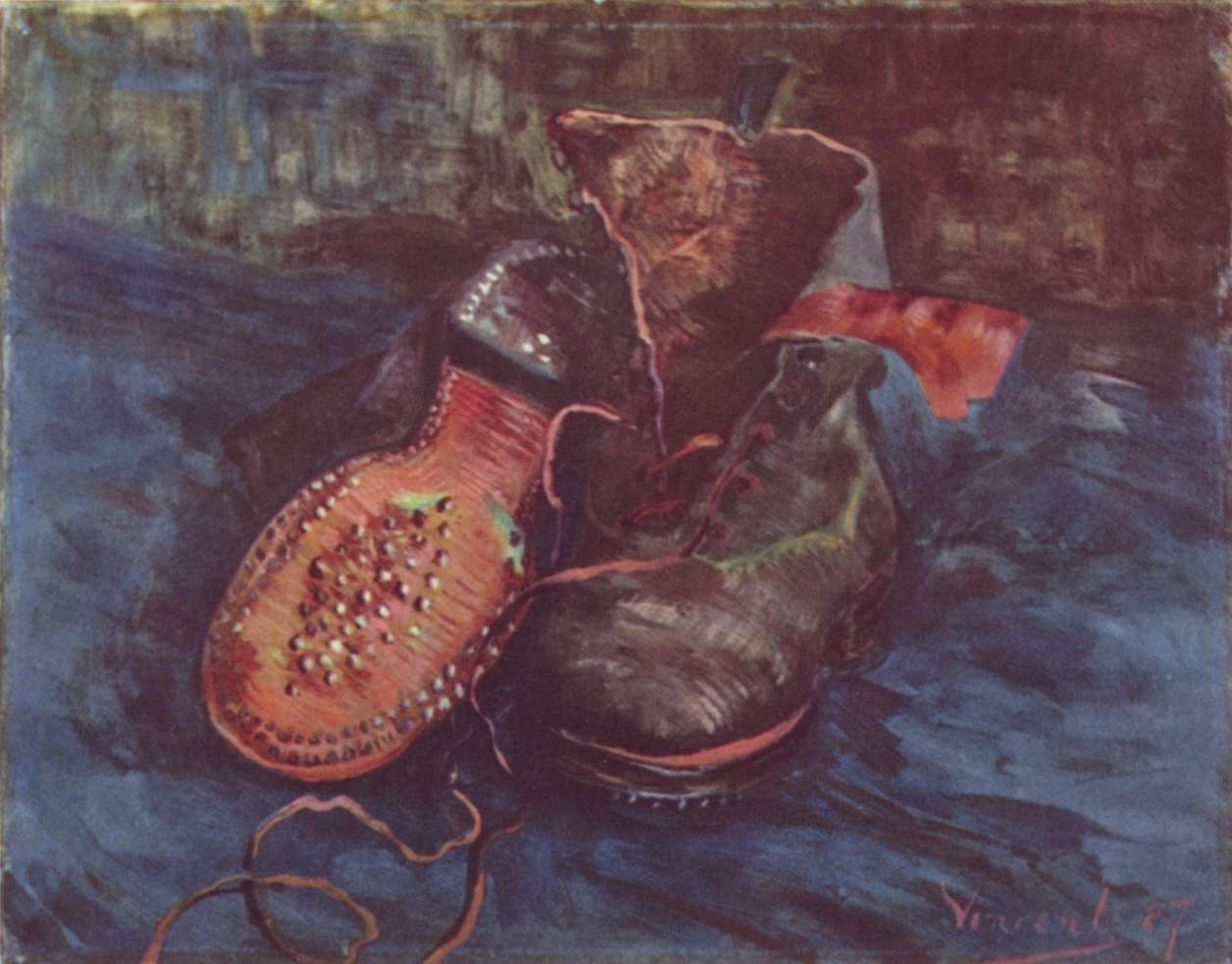
Um par de sapatos, 1887, Museum of Art, Baltimore
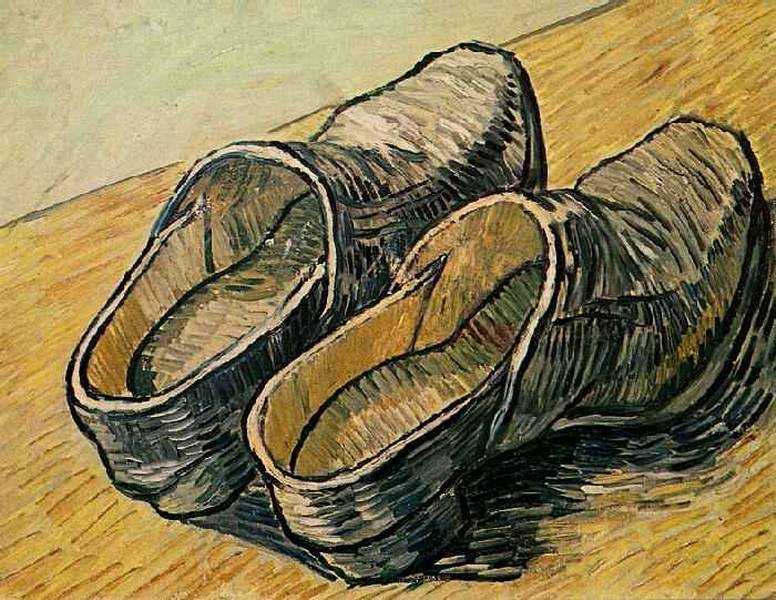
Tamancos, 1888, Van Gogh Museum, Amsterdã